# Aeruginascina
| Struttura chimica della Aeruginascina |                                           |
| Aeruginascina                         |                                           |
| Nome chimico                          | N, N, N-trimetil-4-fosporilossitriptamina |
| Formula chimica                       | C13H20N2O4P                               |
| Numero CAS                            | 114264-95-8                               |
| Peso molecolare                       | 299.28 g/mol                              |

Aeruginascina, (N, N, N-trimetil-4-fosporilossitriptamina), è un alcaloide indolico non-basico analogo della psilocibina, prodotto naturalmente dal fungo Inocybe aeruginascens (0,14% - 0,35%).
La farmacologia e la tossicologia dell’aeruginascina non sono state ancora valutate. A causa della presenza del gruppo ammonico quaternario, è improbabile che essa attraversi la barriera ematoencefalica, condizione necessaria per esplicare effetti psicoattivi. È possibile che l’aeruginascina sia rapidamente defosforilata in vivo negli animali, dando origine a 4-Idrossi-N,N,N-trimetiltriptamina, in analogia con quanto avviene per gli altri alcaloidi psilocibinici.
Ha una struttura simile alla muscarina, ed è stata identificata in cromatografia su strato sottile.
Viene probabilmente sintetizzato tramite un enzima metiltransferasi a partire dalla psilocibina.